# Tena Šikić
Tena Šikić (4. srpnja 1994.), hrvatska judašica. 
Članica JK Zagreb. Prije prelaska u Zagreb više od deset je godina nastupala za JK Lika, a dotad se ukupno bavila 14 godina judom.
S djevojčadi hrvatske juniorske reprezentacije osvojila je svjetsko srebro 2013. i europsko zlato 2014. godine.
Na europskom prvenstvu judašica do 23 godine 2015. godine u Bratislavi u kategoriji do 52 kilograma osvojila je srebro.
Na europskom prvenstvu u Varšavi je u djevojčadskoj konkurenciji s Hrvatskom u sastavu Tena Šikić, Tihea Topolovec, Marijana Mišković Hasanbegović , Barbara Matić, Ivana Šutalo osvojile broncu na Europskom seniorskom prvenstvu u judu u Varšavi.
Osvajačica brončanih odličja na Grand Slam turniru Tyumen 2016., te Grand Prix turnirima Ulaambaatar i Tashkent 2016. godine, u kategoriji -52 kg.
U borbi za bodove IJF ranking liste osvaja i brončane medalje na turnirima European open Prague i African open Casablanca 2017. godine u kategoriji do 52 kg. 
Na turnirima serije Eropean cupa osvajacica je niza medalja. U seniorskoj konkurenciji zlatna odličja osvojila je na turnirima European cup Belgrade 2014. (SRB) te European cup Podčetrtek (SLO) 2015. i 2016. Srebrne medalje osvojene su na turnirima European cup Belgrade 2015. (SRB), European cup Sarajevo 2018.(BIH) i European cup Dubrovnik 2018. (CRO), a brončane na turnirima European cup Bratislava 2014. (SLV), European cup Dubrovnik 2015. i 2016. (CRO) te European cup Sarajevo 2016. (BIH). Prije karijere u seniorskoj konkurenciji osvojila je i 5 odličja, 2 zlata i 3 srebra, na turnirima Eropean cupa uzrasta juniora i kadeta.
Na Europskom klupskom prvenstvu 2017. u Wuppertalu, u sastavu ekipe JK Vinkovci, Tena Šikić, Tihea Topolovec,  Lucija Babić, Barbara Matić, Ivana Šutalo osvojile su brončanu medalju.
Ekipa JK Vinkovci 2018. nastupa na turniru Zlatne lige, u Bukurestu, zahvaljujući uspjehu na Europskom klupskom prvenstvu 2017. U kimonu hrvatskog kluba nastupile su najbolje hrvatske judašice, Tena Šikić (do 57 kg), Barbara Matić (do 70 kg), Ivana Maranić i Ivana Šutalo (obje preko 70 kg). Vinkovce su pojačale i dvije Talijanke, Rosalba Forciniti (do 52 kg), brončana s Olimpijskih igara 2012. u Londonu te europska doprvakinja iz 2010. godine, kao i Maria Centraccio (do 63 kg). Osvajanjem broncanog odlicja "Zlatne lige" stvarile su najveći klupski rezultat u povijesti Hrvatske.